# Mammillaria longimamma
Mammillaria longimamma DC., 1828 è una pianta succulenta della famiglia delle Cactaceae originaria del Messico.

## Etimologia
L'epiteto specifico longimamma significa lunga mammella, e sta ad indicare la caratteristica più evidente della pianta, i suoi lunghi tubercoli.

## Descrizione

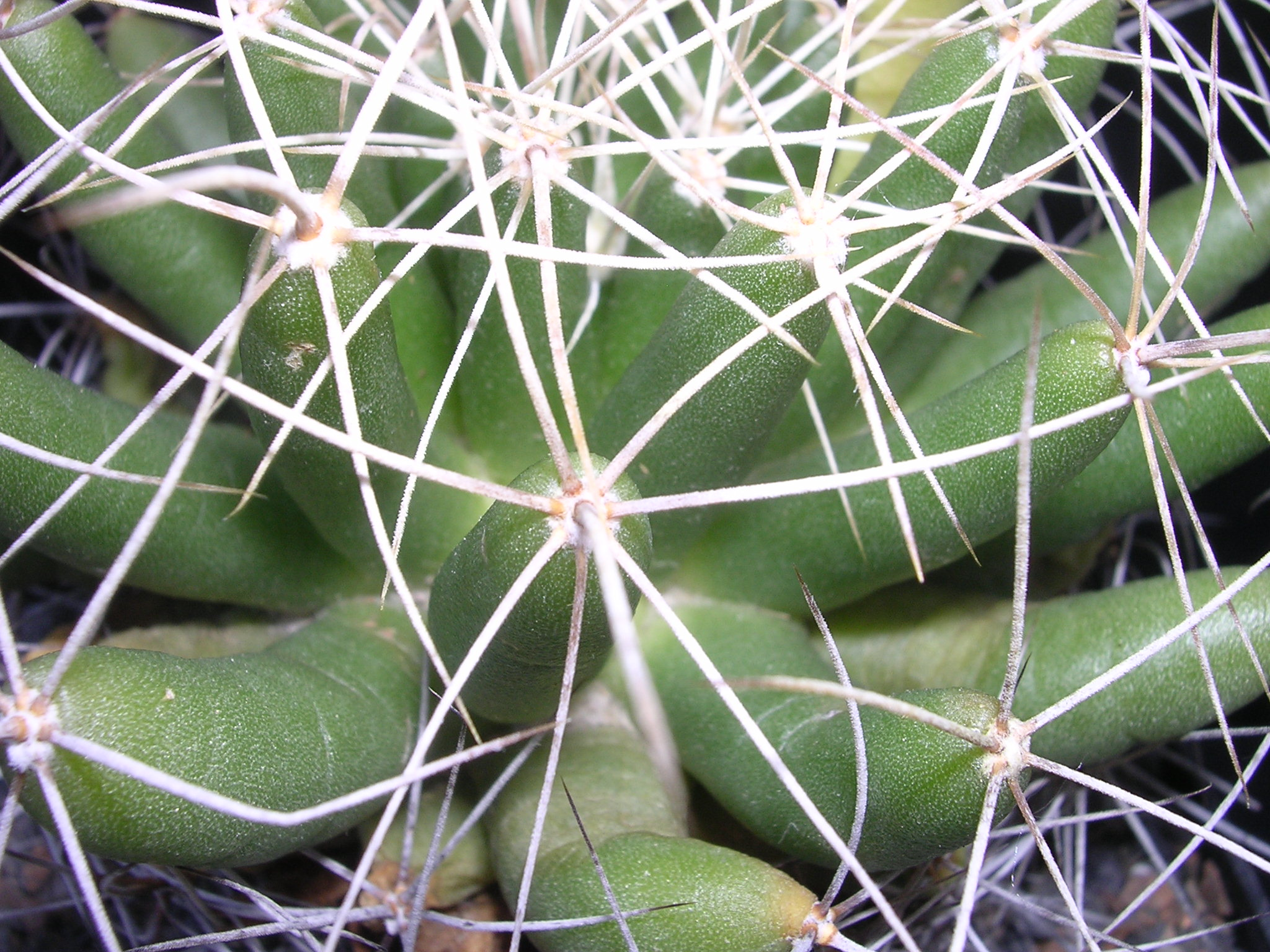
Tipici tubercoli di M. longimamma

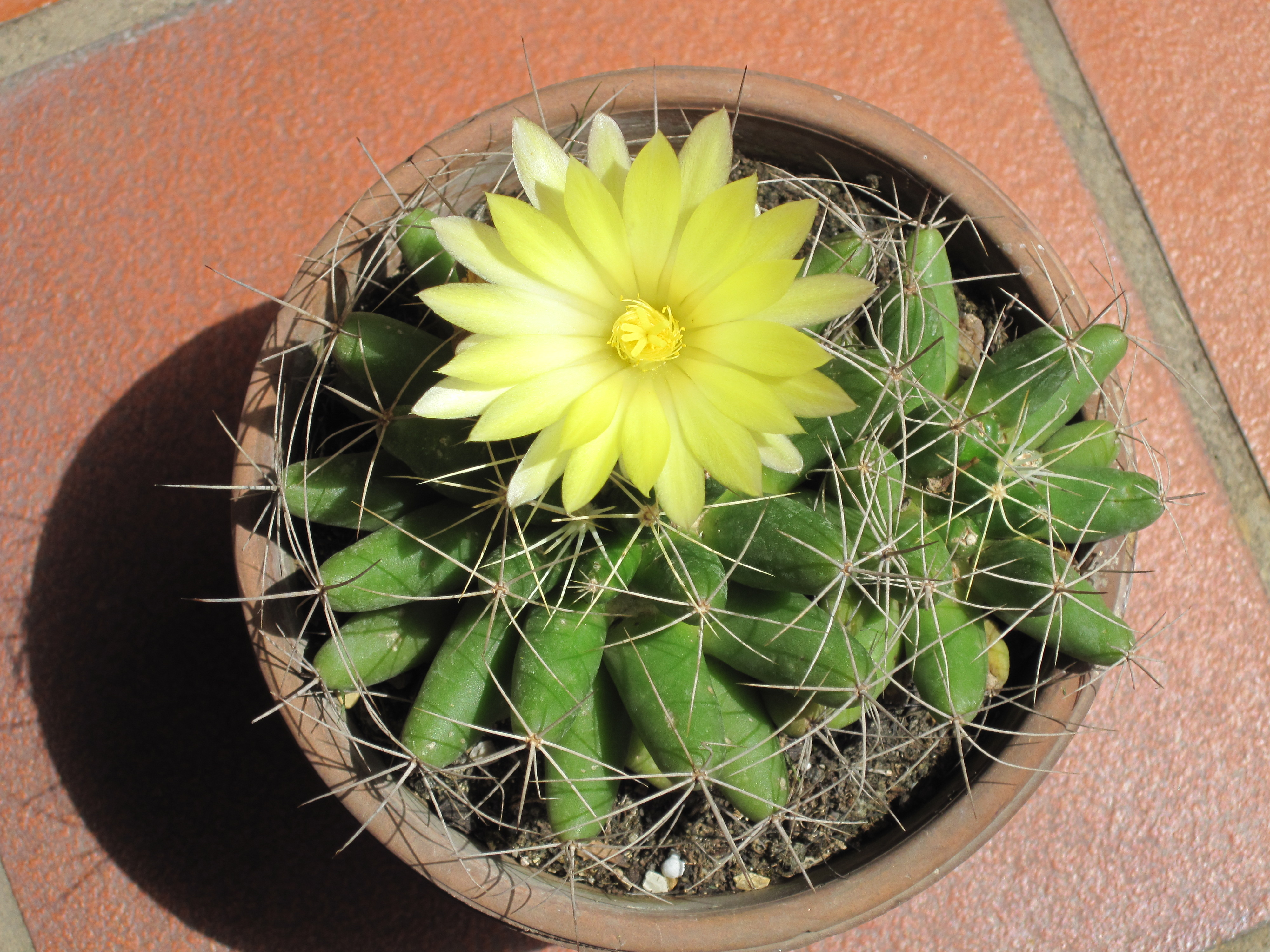
M. longimamma in fioritura

È una pianta inizialmente solitaria, ma che col tempo può formare dei larghi gruppi.
La pianta è di forma globulare, alta e larga anche 10 cm, ricoperta da tubercoli molto lunghi.
Ogni tubercolo porta in cima un'areola provvista di 8-10 spine radiali lunghe 12-20mm e una spina centrale leggermente più lunga, il colore delle spine è marrone molto chiaro.

I fiori, come in tutti i rappresentanti del genere Mammillaria , nascono all'ascella dei tubercoli. Sono di colore giallo limone, larghi e lunghi 4–6 cm. Lo stimma è giallo.

Le radici sono carnose e hanno bisogno di un adeguato contenitore in coltivazione.
Il frutto è liscio e di colore verde giallastro, pieno di piccoli semi di color marrone.
In Europa la pianta fiorisce da maggio a luglio.

## Distribuzione e habitat
M. longimamma è diffusa in natura negli stati messicani di Hidalgo e Querétaro, ad altitudini di 1000–2200 m.

## Tassonomia
È conosciuta una varietà senza spine centrali chiamata M.longimamma var. uberiformis. In passato questa varietà è stata considerata da alcuni autori una specie a sé stante.

### Specie simili
- Mammillaria sphaerica
- Mammillaria melaleuca
- Mammillaria surculosa

## Conservazione
La Lista rossa IUCN classifica Mammillaria longimamma come specie vulnerabile.

## Coltivazione
È una pianta non troppo difficile da coltivare, che ha bisogno di un substrato poroso e ben drenante, le innaffiature devono essere regolari in estate e sospese in inverno.